# Castelnaud-la-Chapelle
Castelnaud-la-Chapelle – miejscowość i gmina we Francji, w regionie Nowa Akwitania, w departamencie Dordogne.
Według danych na rok 1990 gminę zamieszkiwało 408 osób, a gęstość zaludnienia wynosiła 20 osób/km² (wśród 2290 gmin Akwitanii Castelnaud-la-Chapelle plasuje się na 784. miejscu pod względem liczby ludności, natomiast pod względem powierzchni na miejscu 515.).